# Münchenstein
Münchenstein es una ciudad y comuna suiza del cantón de Basilea-Campiña, situada en el distrito de Arlesheim. El río Birs atraviesa la ciudad. Limita al noroeste con la comuna de Basilea (BS), al este con Muttenz, al sur con Arlesheim, y al suroeste con Reinach.

## Personalidades
- Roger Federer vivió buena parte de su infancia en esta ciudad.

## Referencias

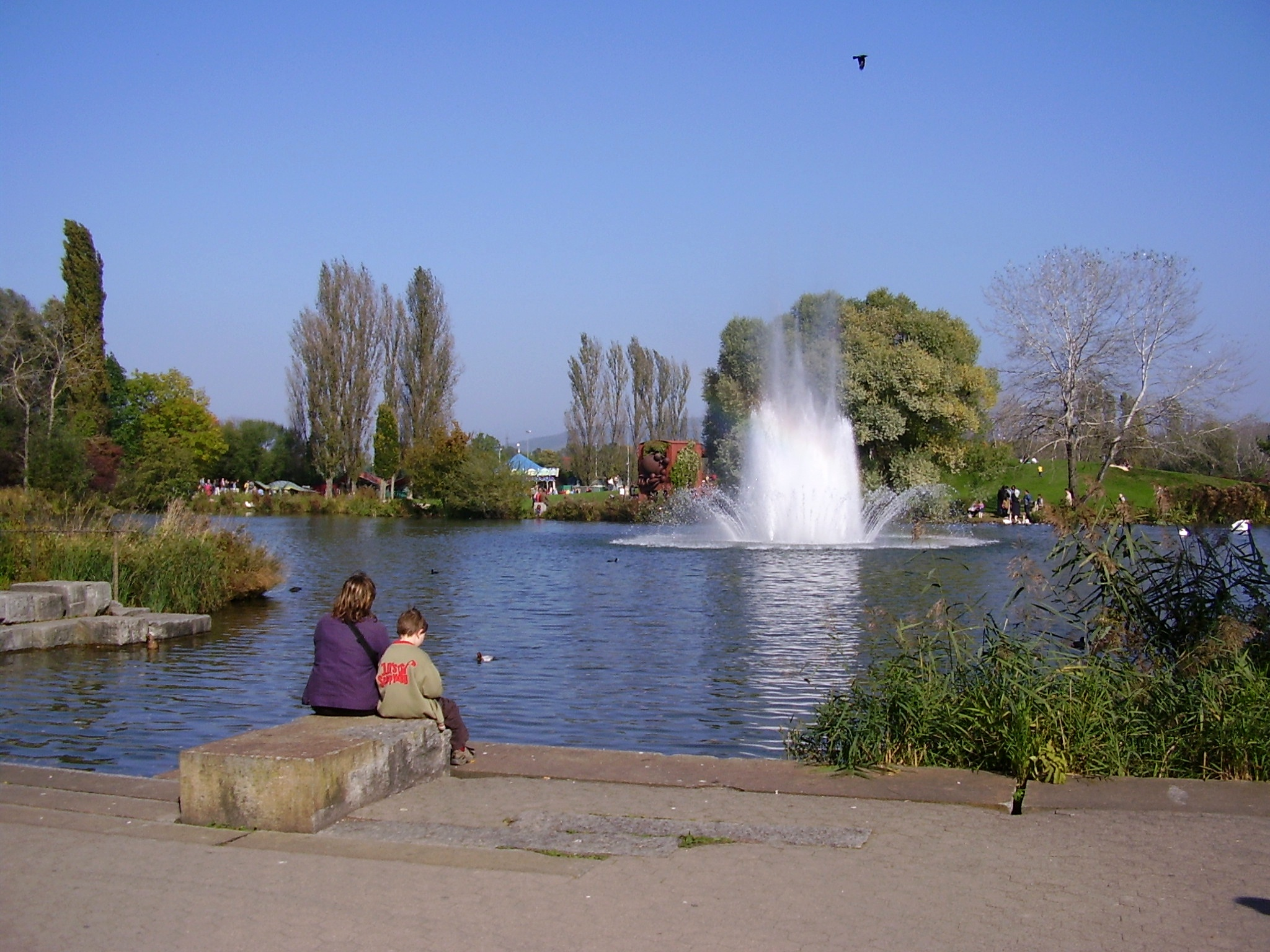
Estanque en Münchenstein.